# Elgin Motors
Elgin Motors Inc., vorher Elgin Motor Car Corporation, war ein US-amerikanischer Hersteller von Automobilen.

## Unternehmensgeschichte

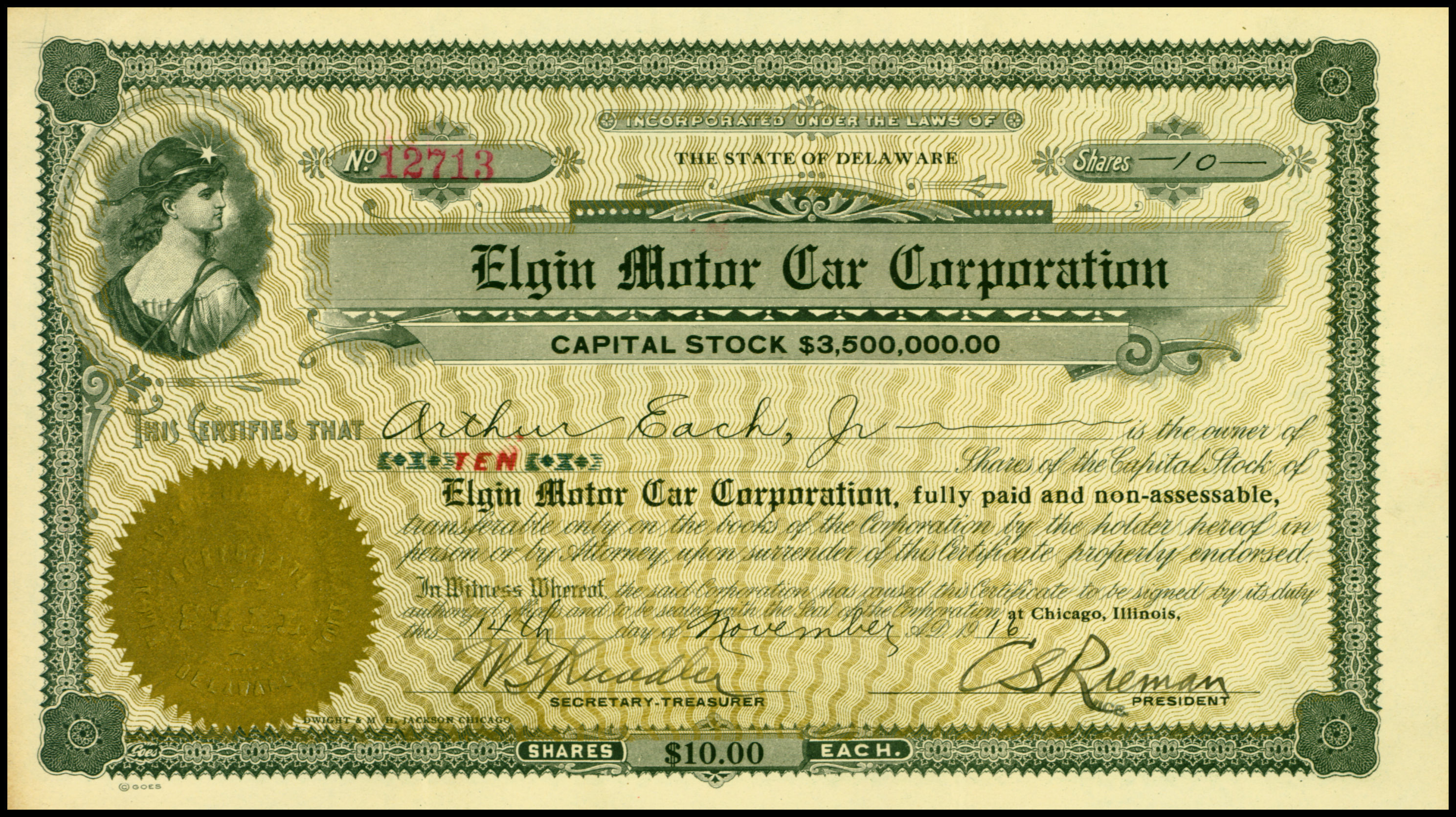
Aktie der Elgin Motor Car Corporation vom 14. November 1916

Einige Mitglieder der Familie Elgin gründeten 1916 die Elgin Motor Car Corporation. Der Sitz war zunächst in Argo in Illinois. Sie übernahmen die New Era Motor Car Company aus Joliet und verlagerten alles aus deren Werk in ihre Fabrik in Argo. Die Produktion von Automobilen begann, die als Elgin vermarktet wurden. Zwischen Mitte 1917 und November 1918 entstanden außerdem Nutzfahrzeuge für die United States Army.
1923 erfolgte die Umfirmierung in Elgin Motors Inc. und der Umzug nach Indianapolis in Indiana. Präsident war nun J. H. McDuffee, der vorher bei Willys-Overland tätig war. 1924 endete die Produktion. Im Juni 1924 ging das Unternehmen in die Insolvenz.
Es gab keine Verbindung zur Elgin Sewing Machine and Bicycle Company, die ein paar Jahre vorher ebenfalls Fahrzeuge der Marke Elgin herstellte.

## Fahrzeuge
Alle Fahrzeuge hatten einen Sechszylindermotor mit OHV-Ventilsteuerung von der Falls Motor Corporation.
1916 war das Modell als 21 HP bekannt. Der Radstand betrug 290 cm. Zur Wahl standen Tourenwagen und Roadster.
1917 wurde der Radstand auf 295 cm verlängert. Der Tourenwagen hatte sechs Sitze und der Roadster vier.
1918 kam die Series F auf den Markt. Der Motor war mit 21,6 HP angegeben. Das Fahrgestell hatte 297 cm Radstand. Zum fünfsitzigen Tourenwagen und viersitzigen Roadster gesellte sich eine fünfsitzige Limousine.
1919 stand die Series H im Sortiment. Der Motor war mit 23,44 HP angegeben. Der Radstand war erneut um 3 cm auf 300 cm verlängert worden. Der fünfsitzige Tourenwagen wurde beibehalten. Daneben gab es einen Military Scout mit vier Sitzen und einen Convertible Sedan.
1920 wurde daraus die Series K. Der Motor war nun mit 37 HP angegeben. Der Radstand blieb unverändert. Zur Wahl standen fünfsitziger Tourenwagen, viersitziger Victoria Scout und fünfsitzige Limousine.
1921 war die einzige Änderung, dass ein viersitziges Coupé erhältlich war.
1922 gab es die Series K-1, nun wieder mit 27 HP. Auf dem gleichen Radstand basierten die Aufbauten Roadster mit zwei Sitzen, Scout und Coupé mit jeweils vier Sitzen sowie Limousine und Tourenwagen mit jeweils fünf Sitzen.
Für 1923 ist keine Modellbezeichnung überliefert. Der Motor war wieder mit 37 HP angegeben. Radstand und Aufbauten blieben unverändert.
1924 war der Motor mit 46 HP angegeben. Die Limousine bot weiterhin Platz für fünf Personen. Das Coupé war dreisitzig. Neu war ein Sportsman mit vier Sitzen.

## Modellübersicht
| Jahr | Modell     | Zylinder | Leistung (PS) | Radstand (cm) | Aufbau                                                                                      |
| ---- | ---------- | -------- | ------------- | ------------- | ------------------------------------------------------------------------------------------- |
| 1916 | 21 HP      | 6        | 21            | 290           | Tourenwagen, Roadster                                                                       |
| 1917 | 21 HP      | 6        | 21            | 295           | Tourenwagen 6-sitzig, Roadster 4-sitzig                                                     |
| 1918 | Series F   | 6        | 21,6          | 297           | Tourenwagen 5-sitzig, Roadster 4-sitzig, Limousine 5-sitzig                                 |
| 1919 | Series H   | 6        | 23,44         | 300           | Tourenwagen 5-sitzig, Military Scout 4-sitzig, Convertible Sedan                            |
| 1920 | Series K   | 6        | 37            | 300           | Tourenwagen 5-sitzig, Victoria Scout 4-sitzig, Limousine 5-sitzig                           |
| 1921 | Series K   | 6        | 37            | 300           | Tourenwagen 5-sitzig, Victoria Scout 4-sitzig, Coupé 4-sitzig, Limousine 5-sitzig           |
| 1922 | Series K-1 | 6        | 27            | 300           | Scout 4-sitzig, Roadster 2-sitzig, Coupé 4-sitzig, Limousine 5-sitzig, Tourenwagen 5-sitzig |
| 1923 | 37 HP      | 6        | 37            | 300           | Tourenwagen 5-sitzig, Scout 4-sitzig, Roadster 2-sitzig, Limousine 5-sitzig, Coupé 4-sitzig |
| 1924 | 46 HP      | 6        | 46            | 300           | Sportsman 4-sitzig, Coupé 3-sitzig, Limousine 5-sitzig                                      |

## Produktionszahlen
Insgesamt entstanden 16.784 Fahrzeuge. Die besten Verkaufsjahre waren direkt nach dem Ersten Weltkrieg.
| Jahr  | Produktionszahl |
| ----- | --------------- |
| 1916  | 671             |
| 1917  | 987             |
| 1918  | 1.316           |
| 1919  | 4.123           |
| 1920  | 4.613           |
| 1921  | 3.173           |
| 1922  | 1.161           |
| 1923  | 417             |
| 1924  | 323             |
| Summe | 16.784          |